# Chthonius sendrai
Chthonius sendrai är en spindeldjursart som beskrevs av Juan A. Zaragoza 1985. Chthonius sendrai ingår i släktet Chthonius och familjen käkklokrypare. Inga underarter finns listade i Catalogue of Life.